# Cordonata Capitolina

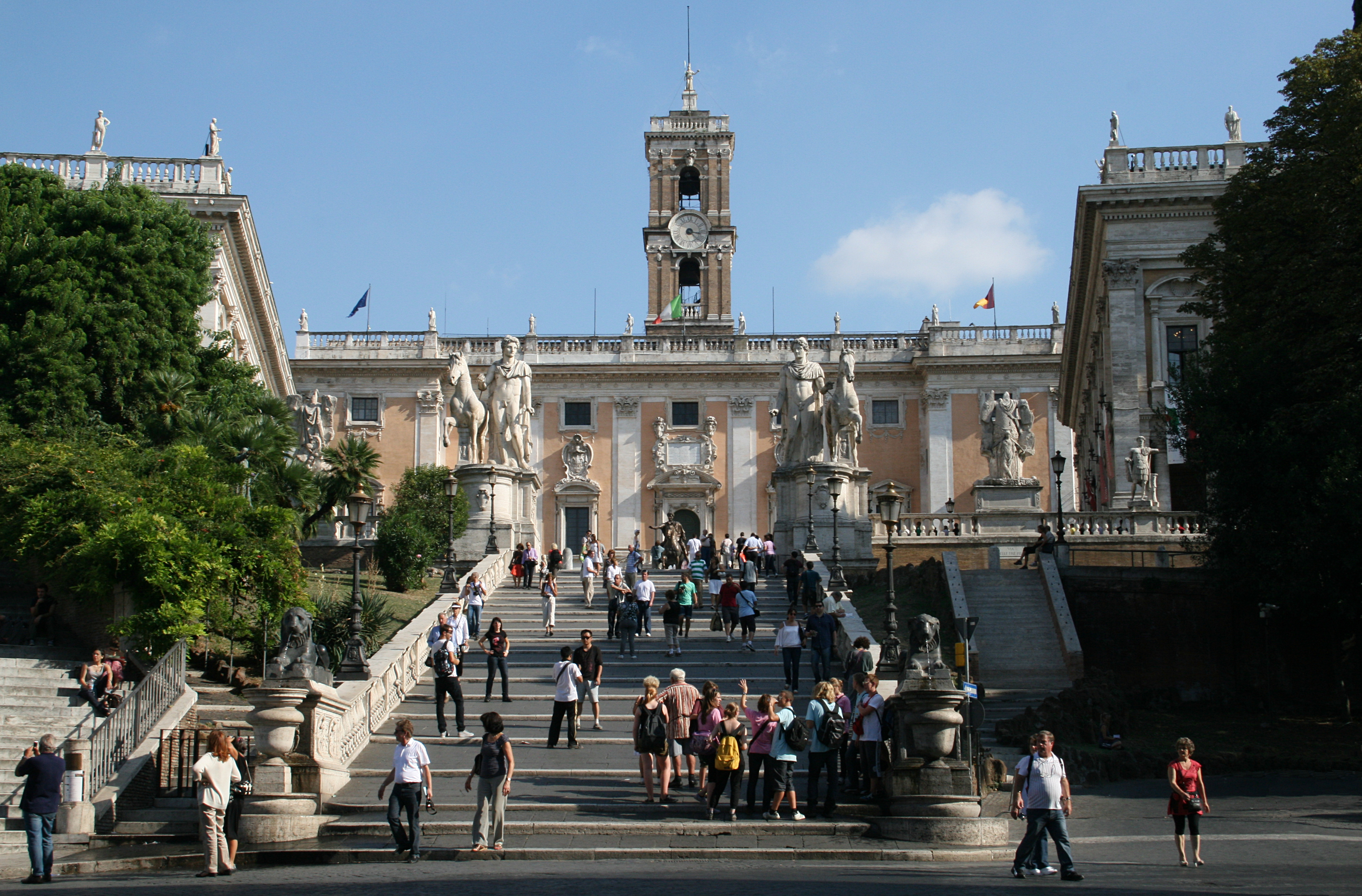
Cordonata Capitolina, de Michelangelo. No alto, as duas estátuas de Castor e Pólux. No fundo, o Palazzo Senatorio.

Cordonata é uma via em aclive formada por grandes elementos transversais em cantaria ou tijolos (em italiano:  cordoni) que a tornam muito similar a uma escadaria. A mais famosa cordonata, chamada Cordonata Capitolina, fica em Roma, Itália, no rione Campitelli. Ela liga a piazza del Campidoglio com a piazza d'Aracoeli, mas abaixo, e foi projetada por Michelangelo no século XVI, por encomenda do papa Paulo III como parte de seu projeto maior de reurbanização do Capitólio.

## História
A Cordonata Capitolina, de fácil acesso e trânsito por ter sido pensada também para o trânsito de pessoas montadas, se alarga ligeiramente conforme avança até o topo, onde foram colocadas duas grande estátuas dos Dióscuros, Castor e Pólux e o grupo escultórico conhecido como "Troféus de Mário" (que ficava no Ninfeu de Alexandre), que se acreditava ser da época republicana na Idade Média, mas que, na realidade, é da época de Domiciano e comemora a vitória do imperador, em 89 d.C., sobre os catos e os dácios.
Dois leões decoram a base da cordonata e no meio, à esquerda, está uma estátua de Cola di Rienzo, obra de Girolamo Masini (1887), instalada perto do local onde ele foi executado.
No centro histórico de Roma, uma outra cordonata fica perto do Palácio do Quirinal, no rione Trevi, e empresta seu nome à via homônima (via della Cordonata).
Entre as outras cordonate romanas, vale citar ainda a que une a viale Europa à basílica paroquial de Santi Pietro e Paolo, em EUR.

## Galeria

Imagens da Cordonata
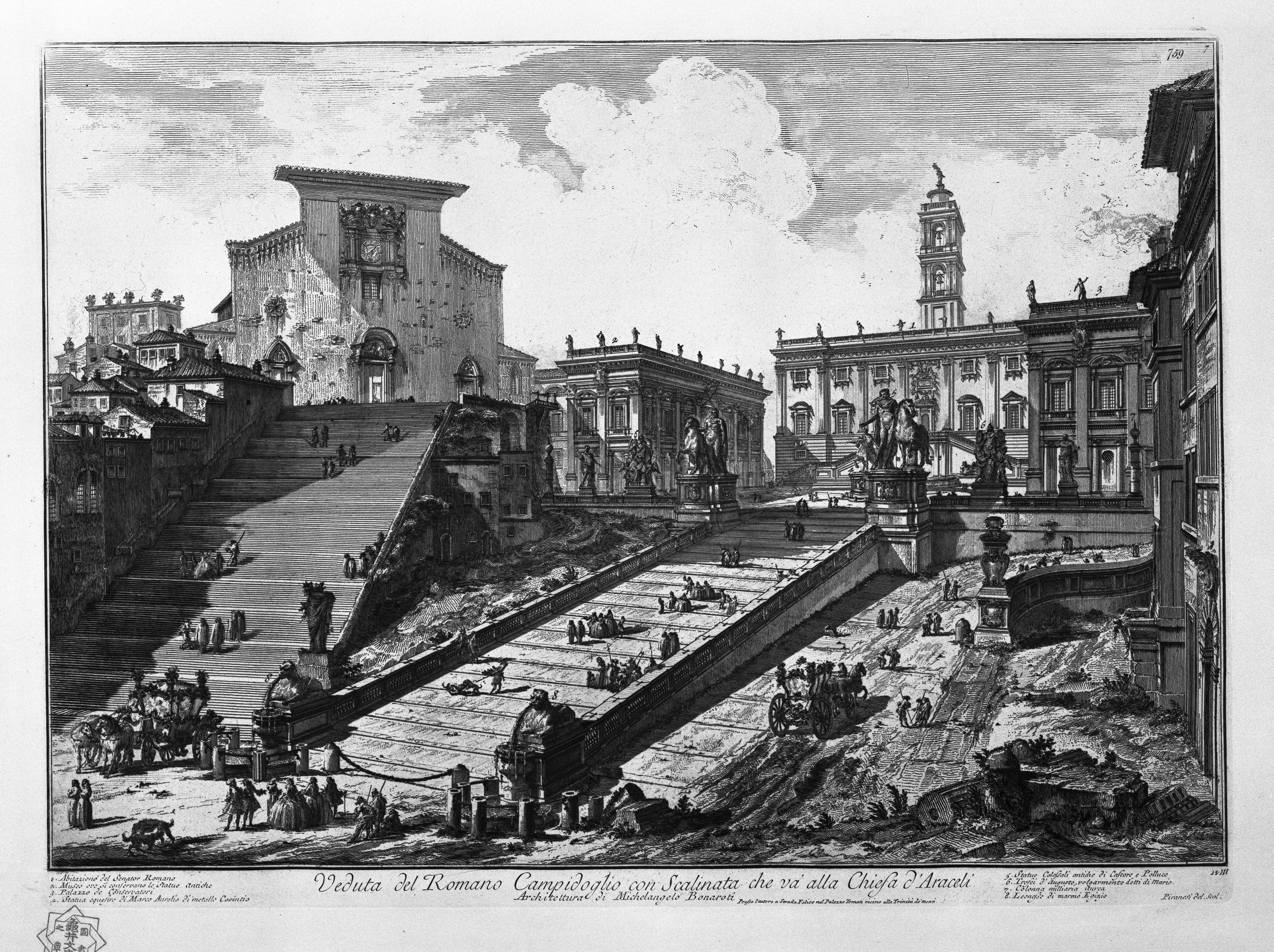
Gravura de Piranesi (1748), mostrando Santa Maria in Aracoeli à direita, a Cordonata e o Palazzo Senatorio.
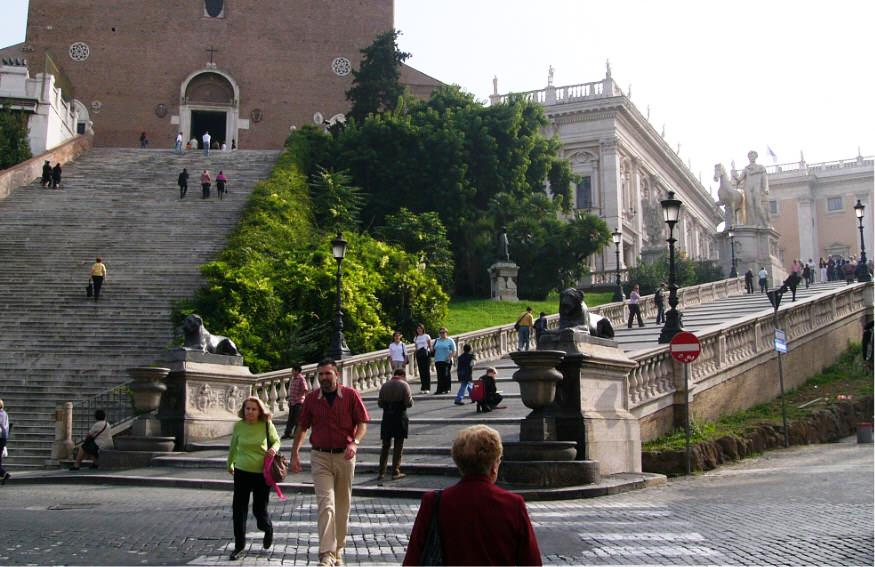
Imagem moderna com uma vista similar.
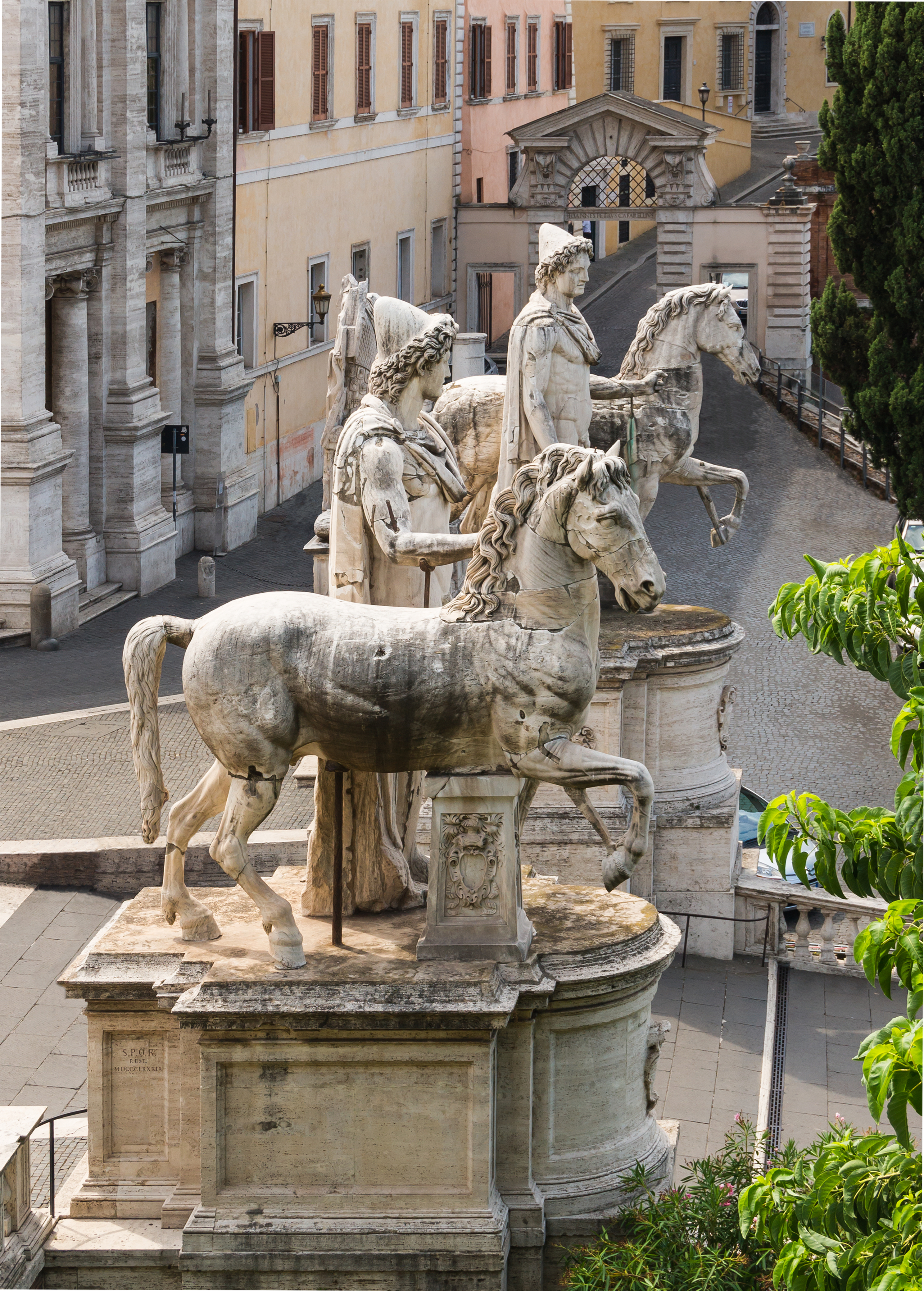
As majestosas estátuas dos Dióscuros no topo.
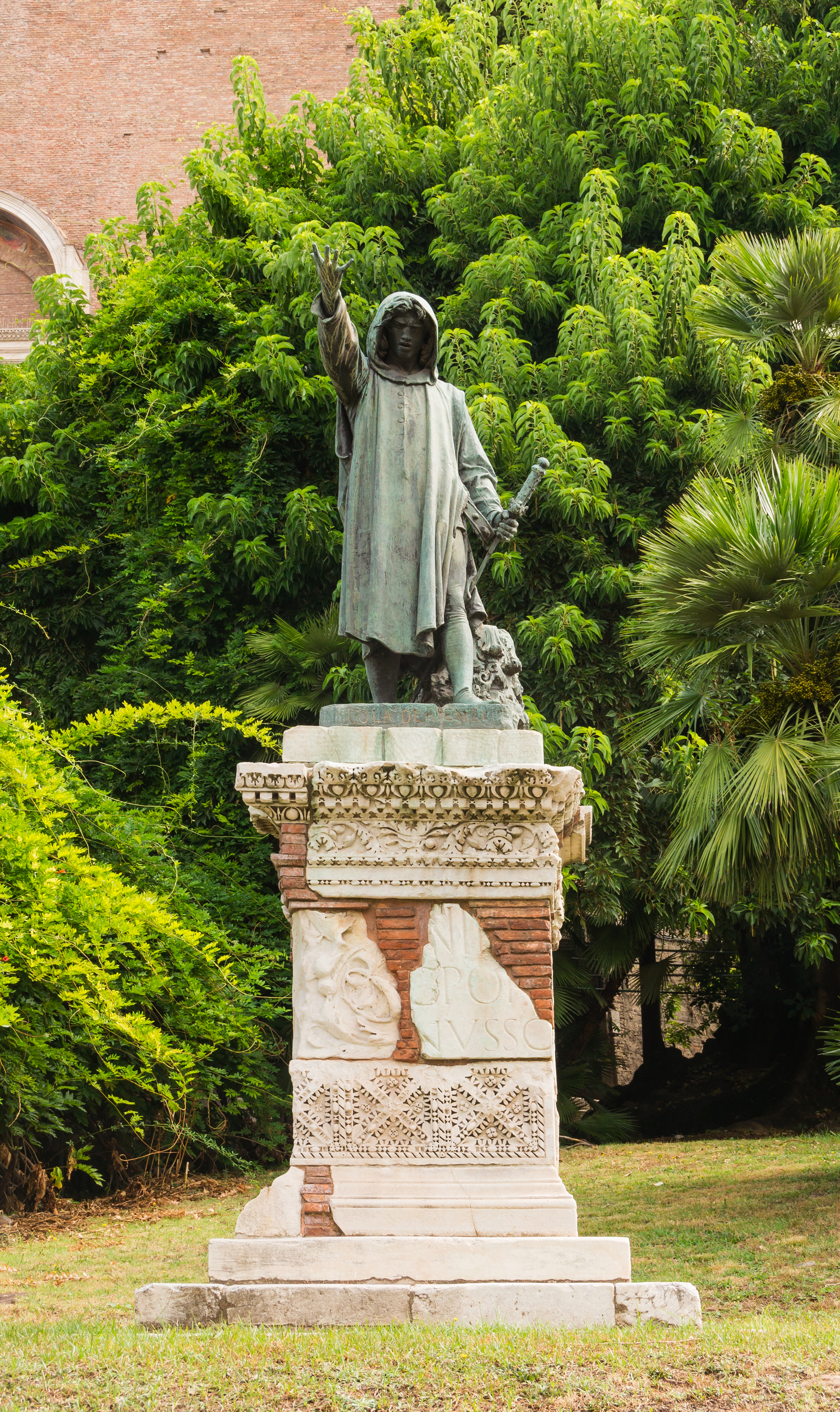
A estátua de Cola di Rienzo, no meio do caminho.
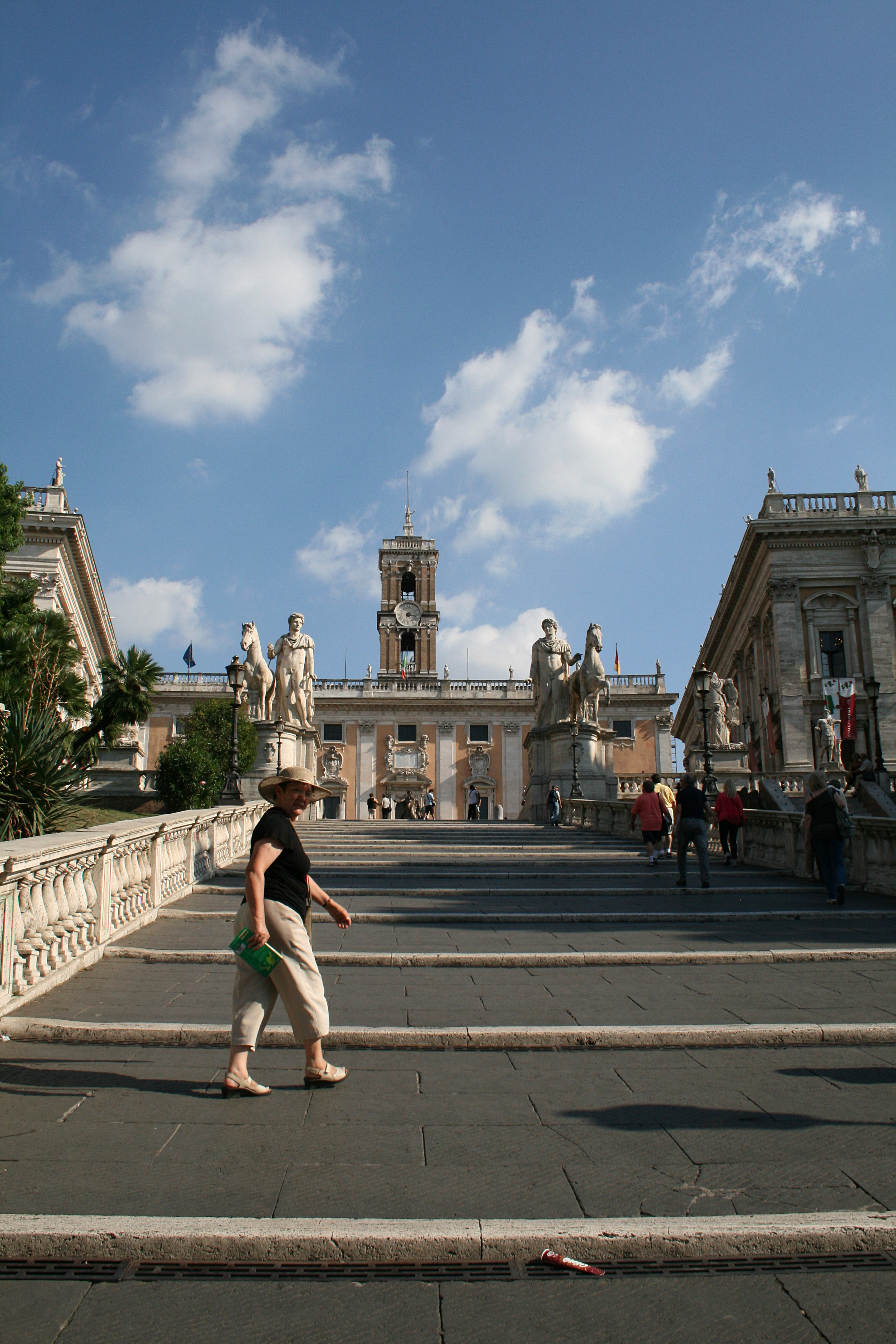
O piso característico das cordonate, realçando a diferença para uma escadaria.
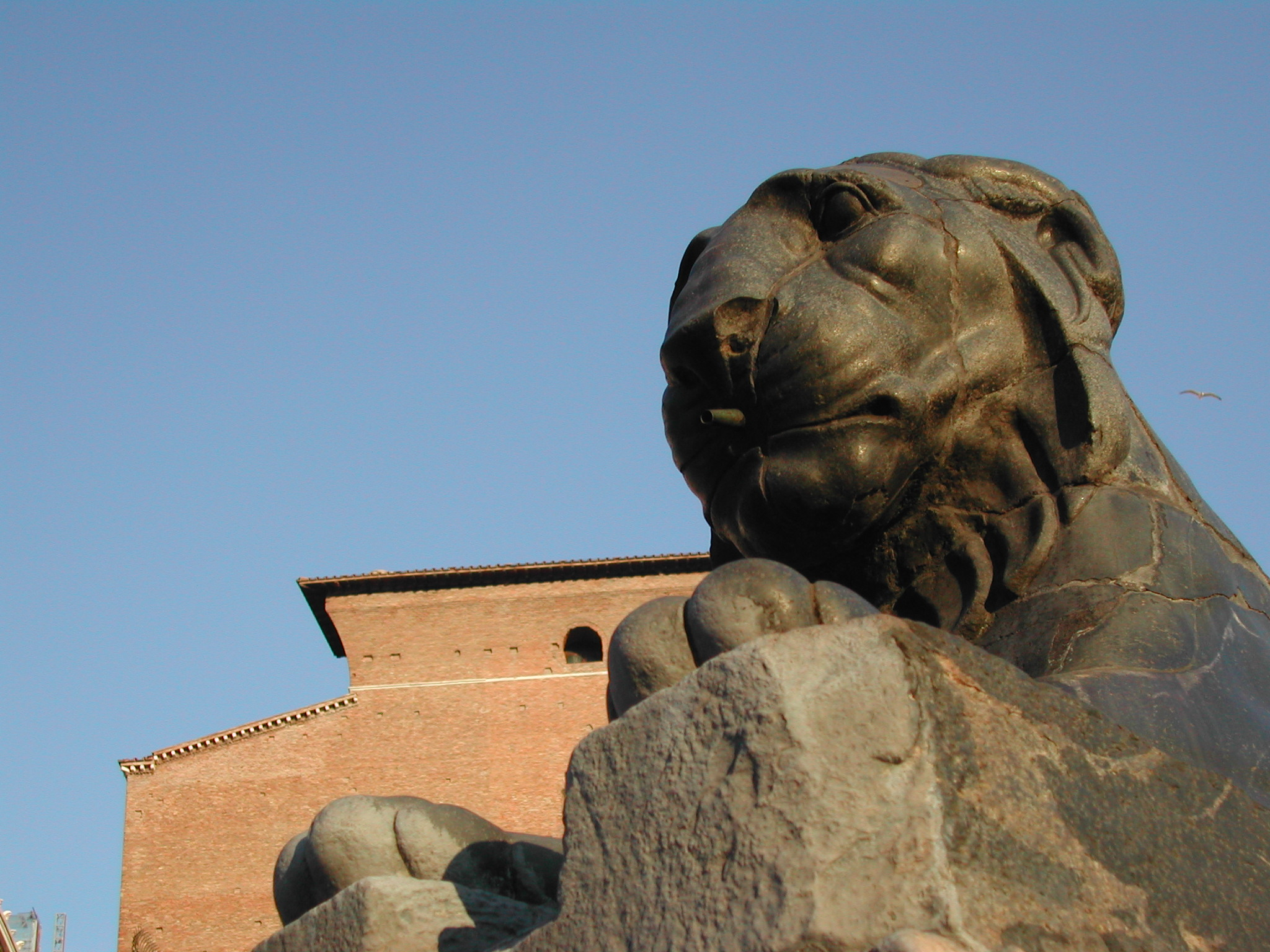
Um dos leões negros na base da Cordonata.